# Мегді Тагаві
Мегді Садег Тагаві Кермані (перс. مهدى صادق تقوى كرمانى; нар. 20 лютого 1987, Савадкух, провінція Мазендеран) — іранський борець вільного стилю, дворазовий чемпіон світу, дворазовий чемпіон та бронзовий призер чемпіонатів Азії, переможець та дворазовий срібний призер Кубків світу, срібний призер Азійських ігор, учасник двох олімпійських ігор.

## Біографія
Боротьбою почав займатися з 2002 року. У 2003 році став бронзовим призером чемпіонату Азії серед кадетів. Наступного року на цих же змаганнях святкував перемогу у цій же віковій групі. У 2006 році знрву став чемпіоном Азії, але вже серед юніорів. Того ж року став чемпіоном світу у цій же віковій категорії. У 2007 році знову виграв світову першість серед юніорів.

## Спортивні результати на міжнародних змаганнях

### Виступи на Олімпіадах
| Змагання                    | Збірна | Вагова категорія          | Місце |
| --------------------------- | ------ | ------------------------- | ----- |
| Літні Олімпійські ігри 2008 | Іран   | вільна боротьба, до 66 кг | 10    |
| Літні Олімпійські ігри 2012 | Іран   | вільна боротьба, до 66 кг | 14    |

### Виступи на Чемпіонатах світу
| Змагання                        | Збірна | Вагова категорія          | Місце  |
| ------------------------------- | ------ | ------------------------- | ------ |
| Чемпіонат світу з боротьби 2009 | Іран   | вільна боротьба, до 66 кг | Золото |
| Чемпіонат світу з боротьби 2010 | Іран   | вільна боротьба, до 66 кг | 11     |
| Чемпіонат світу з боротьби 2011 | Іран   | вільна боротьба, до 66 кг | Золото |
| Чемпіонат світу з боротьби 2013 | Іран   | вільна боротьба, до 66 кг | 21     |

### Виступи на Чемпіонатах Азії
| Змагання                       | Збірна | Вагова категорія          | Місце  |
| ------------------------------ | ------ | ------------------------- | ------ |
| Чемпіонат Азії з боротьби 2007 | Іран   | вільна боротьба, до 60 кг | Бронза |
| Чемпіонат Азії з боротьби 2009 | Іран   | вільна боротьба, до 66 кг | Золото |
| Чемпіонат Азії з боротьби 2012 | Іран   | вільна боротьба, до 66 кг | Золото |

### Виступи на Азійських іграх
| Змагання           | Збірна | Вагова категорія          | Місце  |
| ------------------ | ------ | ------------------------- | ------ |
| Азійські ігри 2010 | Іран   | вільна боротьба, до 66 кг | Срібло |

### Виступи на Кубках світу
| Змагання                    | Збірна | Вагова категорія          | Місце  |
| --------------------------- | ------ | ------------------------- | ------ |
| Кубок світу з боротьби 2007 | Іран   | вільна боротьба, до 60 кг | Срібло |
| Кубок світу з боротьби 2009 | Іран   | вільна боротьба, до 66 кг | Золото |
| Кубок світу з боротьби 2010 | Іран   | вільна боротьба, до 66 кг | 5      |
| Кубок світу з боротьби 2012 | Іран   | вільна боротьба, до 66 кг | Срібло |
| Кубок світу з боротьби 2013 | Іран   | вільна боротьба, до 66 кг | 4      |

### Виступи на інших змаганнях
| Змагання                                                      | Збірна | Вагова категорія          | Місце  |
| ------------------------------------------------------------- | ------ | ------------------------- | ------ |
| Олімпійський кваліфікаційний турнір з боротьби 2008 (Мартіні) | Іран   | вільна боротьба, до 66 кг | Золото |
| Золотий Гран-прі з боротьби 2010 (Тбілісі)                    | Іран   | вільна боротьба, до 66 кг | Золото |
| Гран-прі Іспанії з боротьби 2012                              | Іран   | вільна боротьба, до 66 кг | Золото |